# 小行星7789
小行星7789（英語：7789 Kwiatkowski）是一颗围绕太阳公转的小行星。1994年12月2日，愛德華·鮑威爾在帕洛马山发现了此天体。
这颗小行星的绝对星等为60.70603649269689等。